# Іподром (фільм, 1979)
«Іподром» (рос. «Ипподром») — український радянський художній фільм 1979 року режисера Радомира Василевського за книгою Миколи Леонова «Явка з повинною».

## Сюжет
В один з недільних днів на іподромі трапилося нещастя: після переможного заїзду біля ніг рисака був знайдений мертвим старий наїзник. Нещасний випадок чи вбивство?..

## У ролях
- Валерій Хромушкін -  Дмитро Шатров, інспектор карного розшуку
- Олена Глєбова -  Ніна Григорівна Петрова
- Микола Пеньков -  Сан Санич Крошін
- Олег Жаков
- Едуард Марцевич -  полковник міліції Турин
- Ольга Битюкова -  Наташа
- Віктор Панченко
- Юрій Еллер
- Рем Лебедєв -  Зайцев
- Павло Ремезов -  Анатолій Птіцин, капітан міліції
- Зінаїда Дехтярьова -  мати Наташі
- Віктор Бурхарт -  Трохим Ломакін
- Борис Сабуров -  Борис Олексійович Логінов

## Творча група
- Автор сценарію: Микола Леонов
- Режисер-постановник: Радомир Василевський
- Оператор-постановник: Володимир Панков
- Художники-постановники: Михайло Безчастнов, Олександр Денисюк
- Композитор: Максим Дунаєвський
- Звукооператор: Анатолій Подлєсний
- Режисери: С. Цивілько, В. Феоктістов
- Оператор: Олександр Чубаров
- Комбіновані зйомки: оператор — Всеволод Шлемов
- Художник по костюмах: Л. Цигульська
- Художник по гриму: Вікторія Курносенко
- Режисери монтажу: Ірина Блогерман, Вікторія Монятовська
- Редактори: Неллі Некрасова, Наталя Рисюкова
- Запис музики: Інструментальний ансамбль «Фестиваль», диригент — Дмитро Атовмян
- Звукорежисер: Леонід Сорокін
- Директор картини: Марк Бурд